# Ozark Henry

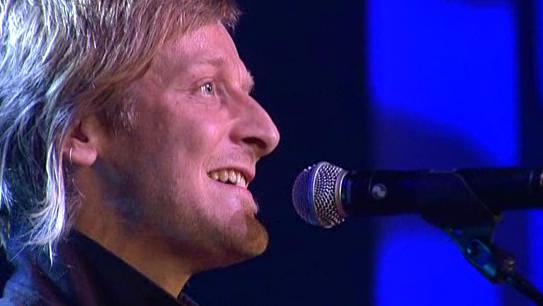
Ozark Henry (2006)

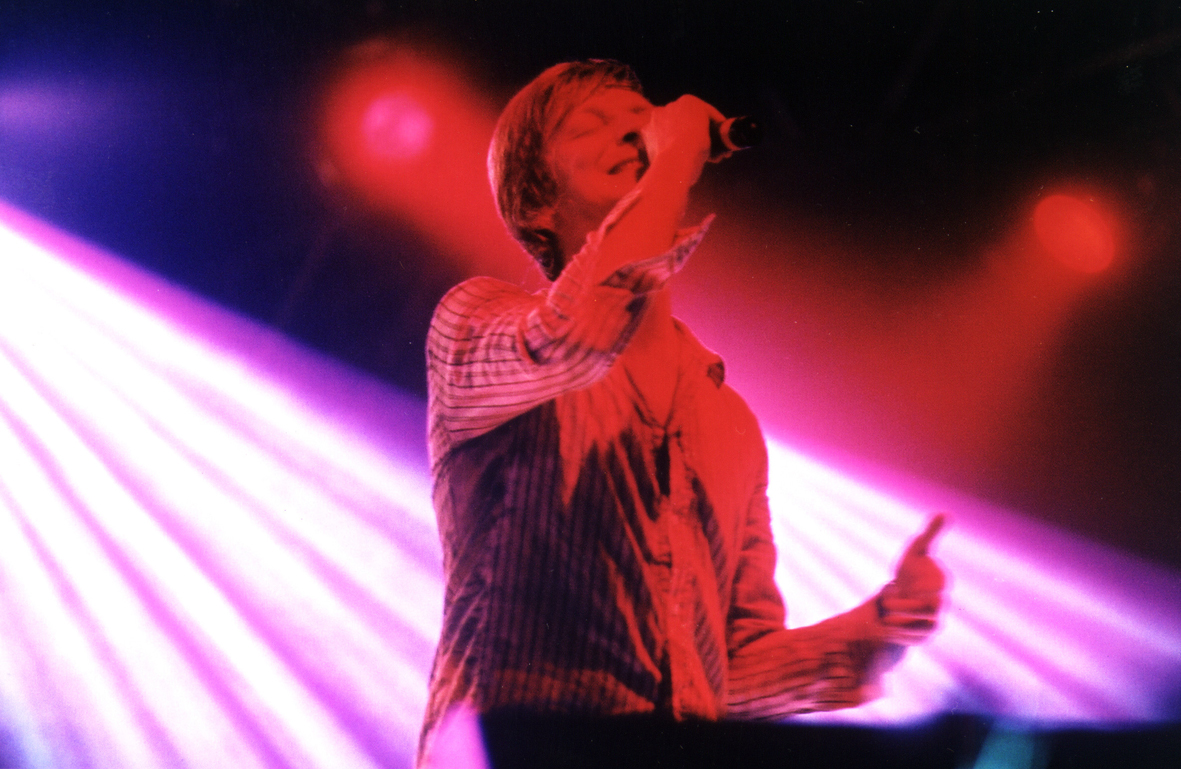
Ozark Henry auf dem Pop/Folk Festival in Dranouter (Belgien)

Ozark Henry ist der Künstlername des belgischen Musikers, Sängers und Komponisten Piet Goddaer (* 29. April 1970 in Kortrijk, Belgien).
Der Musikstil von Ozark Henry kann zwischen Pop und Rock eingeordnet werden, die Songs zeichnen sich durch aufwändige Arrangements und eine hohe Melodiosität aus. Sein markanter Gesang hat einen hohen Wiedererkennungswert.

## Die Anfänge
Piet Goddaer ist der Sohn des Klassik- und Jazz-Komponisten Norbert Goddaer. Schon im Alter von sechs Jahren begann er, Saxophon und Klavier zu spielen. Goddaer bekam zum sechzehnten Geburtstag eine elektrische Gitarre geschenkt und gründete mit seinem Bruder Jan die Rockband Church of the Nemesis.
Im weiteren Verlauf spielte Goddaer in mehreren lokalen belgischen Bands. Als Rapper der Band Word, die von seinem Bruder Jan gegründet wurde, markierte Goddaer 1994 einen Kult-Hit mit dem Song Henry Man - She.

## Musikkarriere
1995 legte sich Goddaer den Künstlernamen Ozark Henry zu. Der Name Ozark ist angelehnt an ein Hochlandplateau in den USA (Ozark Mountains) und Henry ist der Name einiger Figuren in Romanen von William S. Burroughs.

„I thought it would be cool if I had an artist’s name that would be easier to pronounce than my own name – especially in other languages. I saw an old picture of two children from the Ozark mountain range [in the US]. The angle of the photo focuses
on the kitten they’re holding, so you can’t
see their heads. I chose the word ‘Ozark’ because, like the picture, my music is about
a different way of looking at something that is common. ‘Henry’ is the name of several characters in William Burroughs’ books, which I read. He also uses it to refer to heroin – but that’s not my intention, of course.“

Im folgenden Jahr erschien dann sein Debüt-Album I'm Seeking Something That Has Already Found Me, das von Kritikern hoch gelobt wurde, allerdings keinen großen kommerziellen Erfolg hatte. David Bowie bezeichnete es sogar als „Debüt des Jahres“.
Das zweite Album This Last Warm Solitude wurde 1998 in Belgien und im folgenden Jahr in den Niederlanden, Deutschland und Frankreich veröffentlicht. 1999 erhielt Goddaer einen Zamu Music Award als bester Songschreiber/Komponist.
Das folgende Album Birthmarks wurde 2001 veröffentlicht und bedeutete den kommerziellen Durchbruch für Ozark Henry. Die Singles Rescue und Sweet Instigator waren in Belgien sehr erfolgreich. Das Album wurde in Belgien mit Platin ausgezeichnet. 2001 gewann Goddaer zwei Zamu Music Awards in den Kategorien best pop/rock und best producer. Aufgrund seines großen Erfolgs trat Henry nun regelmäßig im Fernsehen und Radioshows auf.
Sein viertes Album The Sailor Not The Sea wurde 2004 veröffentlicht und erreichte im folgenden Jahr in Belgien Gold-Status.
Im November 2005 erschien seine erste DVD, die den Titel Easter Sunday // Live At The Ancienne Belgique trägt. Zu sehen ist darauf ein etwa 2 Stunden langes Konzert vom 27. März 2005 aus dem Ancienne Belgique in Brüssel, welches 21 Titel umfasst. 
Das fünfte Album The Soft Machine wurde im September 2006 veröffentlicht. Die Auskopplung These Days erreichte als erste Single von Ozark Henry überhaupt die Top 20 der belgischen Ultratop 50 Charts.
Anlässlich seines zehnjährigen Jubiläums als Solokünstler erschien 2007 das Best-Of-Album A Decade.
2009 verstarb unerwartet Stef Catteeuw, der seit 2001 Gitarrist von Ozark Henry war. Catteeuws auffälliger Gitarrensound war mitbestimmend für den musikalischen Stil der Alben The Sailor Not The Sea und The Soft Machine.
2010 erschien die Compilation The Essential, die alle bis dahin erschienenen Singles aus den Jahren 1996 bis 2006, sowie Soundtrackmaterial und seltene Songs erhält.
Im Oktober 2010 veröffentlichte Ozark Henry mit Hvelreki sein sechstes Studio-Album. Es ist das erste Album von Henry für die Plattenfirma EMI Music. In Deutschland erschien es am 15. April 2011.
Im Frühjahr 2013 kündigte Ozark Henry sein siebtes Studioalbum Stay Gold an, die erste Single ist das Duett I'm Your Sacrifice. Voraussichtliches Erscheinungsdatum ist der 19. April 2013.
Goddaer schrieb auch die Musik für mehrere Theater-Projekte und Soundtracks für die belgische Fernsehserie Sedes & Belli sowie den niederländischen Spielfilm Kreuzzug in Jeans, der auf einen Roman von Thea Beckman basiert.

## Diskografie

### Alben
| Jahr | Titel                                | Höchstplatzierung, Gesamtwochen, AuszeichnungChartplatzierungen (Jahr, Titel, Platzierungen, Wochen, Auszeichnungen, Anmerkungen) | Höchstplatzierung, Gesamtwochen, AuszeichnungChartplatzierungen (Jahr, Titel, Platzierungen, Wochen, Auszeichnungen, Anmerkungen) | Höchstplatzierung, Gesamtwochen, AuszeichnungChartplatzierungen (Jahr, Titel, Platzierungen, Wochen, Auszeichnungen, Anmerkungen) | Anmerkungen                                                                             |
| Jahr | Titel                                | BEF | BEW | NL | Anmerkungen                                                                             |
| ---- | ------------------------------------ | --- | --- | --- | --------------------------------------------------------------------------------------- |
| 2001 | Birthmarks                           | BEF8 Platin · (92 Wo.)BEF | BEW28 (4 Wo.)BEW | — | Erstveröffentlichung: 11. September 2001 in den wallonischen Charts erst 2003 platziert |
| 2003 | Sedes & Belli                        | BEF27 (9 Wo.)BEF | — | — | Soundtrack                                                                              |
| 2004 | The Sailor Not the Sea               | BEF3 Gold · (64 Wo.)BEF | BEW12 (45 Wo.)BEW | NL83 (3 Wo.)NL | Erstveröffentlichung: 18. Oktober 2004                                                  |
| 2006 | The Soft Machine                     | BEF1 Platin · (52 Wo.)BEF | BEW4 (42 Wo.)BEW | NL39 (4 Wo.)NL | Erstveröffentlichung: 19. September 2006                                                |
| 2006 | Crusade in Jeans                     | BEF82 (3 Wo.)BEF | — | — | Erstveröffentlichung: 30. Oktober 2006 Soundtrack                                       |
| 2007 | A Decade                             | BEF7 Gold · (30 Wo.)BEF | BEW27 (25 Wo.)BEW | — | Erstveröffentlichung: 3. Dezember 2007 Kompilation                                      |
| 2010 | Hvelreki                             | BEF1 Platin · (44 Wo.)BEF | BEW1 (36 Wo.)BEW | NL26 (2 Wo.)NL | Erstveröffentlichung: 29. Oktober 2010                                                  |
| 2011 | Le monde nous appartient             | BEF72 (2 Wo.)BEF | BEW66 (3 Wo.)BEW | — | Erstveröffentlichung: 14. März 2011 Soundtrack                                          |
| 2013 | Stay Gold                            | BEF1 Platin · (74 Wo.)BEF | BEW7 (47 Wo.)BEW | — | Erstveröffentlichung: 19. April 2013                                                    |
| 2014 | Live 2014: The Journey Is Everything | BEF17 (14 Wo.)BEF | BEW50 (6 Wo.)BEW | — | Erstveröffentlichung: 3. Oktober 2014                                                   |
| 2015 | Paramount                            | BEF1 Gold · (24 Wo.)BEF | BEW6 (25 Wo.)BEW | NL73 (1 Wo.)NL | Erstveröffentlichung: 6. März 2015 mit dem National Orchestra of Belgium                |
| 2017 | Us                                   | BEF2 (22 Wo.)BEF | BEW7 (26 Wo.)BEW | NL27 (1 Wo.)NL | Erstveröffentlichung: 31. März 2017                                                     |

Weitere Alben
- 1996: I’m Seeking Something That Has Already Found Me
- 1998: This Last Warm Solitude
- 2007: To Walk Again (Soundtrack)
- 2008: Grace (Livealbum)
- 2010: The Essential (Kompilation)

### Singles
| Jahr | Titel Album                                 | Höchstplatzierung, Gesamtwochen, AuszeichnungChartplatzierungen (Jahr, Titel, Album, Platzierungen, Wochen, Auszeichnungen, Anmerkungen) | Höchstplatzierung, Gesamtwochen, AuszeichnungChartplatzierungen (Jahr, Titel, Album, Platzierungen, Wochen, Auszeichnungen, Anmerkungen) | Anmerkungen                                          |
| Jahr | Titel Album                                 | BEF | BEW | Anmerkungen                                          |
| ---- | ------------------------------------------- | --- | --- | ---------------------------------------------------- |
| 2006 | These Days The Soft Machine                 | BEF20 (18 Wo.)BEF | — |                                                      |
| 2007 | Godspeed A Decade                           | BEF34 (6 Wo.)BEF | — |                                                      |
| 2009 | Remains –                                   | BEF44 (5 Wo.)BEF | BEW26 (10 Wo.)BEW |                                                      |
| 2010 | This One’s for You Hvelreki                 | BEF3 Gold · (16 Wo.)BEF | BEW7 (13 Wo.)BEW |                                                      |
| 2013 | I’m Your Sacrifice Stay Gold                | BEF3 Platin · (27 Wo.)BEF | BEW49 (1 Wo.)BEW |                                                      |
| 2013 | Plaudite amici comedia finita est Stay Gold | BEF31 (7 Wo.)BEF | — |                                                      |
| 2015 | We Can Be Heroes Paramount                  | BEF40 (3 Wo.)BEF | — | Original: Heroes von David Bowie                     |
| 2017 | A Dream That Never Stops Us                 | BEF14 (12 Wo.)BEF | BEW40 (3 Wo.)BEW | Erstveröffentlichung: 6. Januar 2017                 |
| 2023 | Under Your Spell –                          | BEF43 (1 Wo.)BEF | — | Erstveröffentlichung: 25. Mai 2023 mit The Starlings |

Weitere Singles
- 2002: Sweet Instigator
- 2002: You Always Know Your Home (feat. Sarah Bettens)
- 2004: Indian Summer
- 2005: At Sea
- 2006: Weekenders
- 2011: It’s in the Air Tonight
- 2011: Air and Fire
- 2011: Out of This World
- 2012: Stand by Me (Le monde nous appartient)
- 2013: 21 Grams Short
- 2014: We Are Incurable Romantics